# Iste
Iste også kendt som Iced Tea er korrekt lavet ved at afkøle te. Den bliver gerne serveret med isterninger i.
Iste bliver også fremstillet af aramostoffer og med et meget ringe indhold af te. Der er mange variationer af fremstillingen verden over. I enkelte lande som Belgien fås iste tilsat kulsyre, og i andre lande er det populært med fløde eller mælk.
Bliver oftest serveret med frugter i:
- Citron
- Fersken (peach)
- Jordbær
- Hindbær

Populære fabrikanter:
- Nestea
- Lipton
- Snapple
- Arizona Beverage
- Rema1000

Opskrift: 
Lav en stærk sort te (se te, fx darjeeling), sød den, køl den ned og serverer den i et glas med et par skiver citron. 
Grønne teer og  urteteer (se Urtete) kan også bruges.
 Denne artikel bør gennemlæses af en person med fagkendskab for at sikre den faglige korrekthed.

- Wikimedia Commons har flere filer relateret til Iste

| Mad og drikke | Spire Denne artikel om mad og drikke er en spire som bør udbygges. Du er velkommen til at hjælpe Wikipedia ved at udvide den. |